# Ferrari 625LM Spider Touring

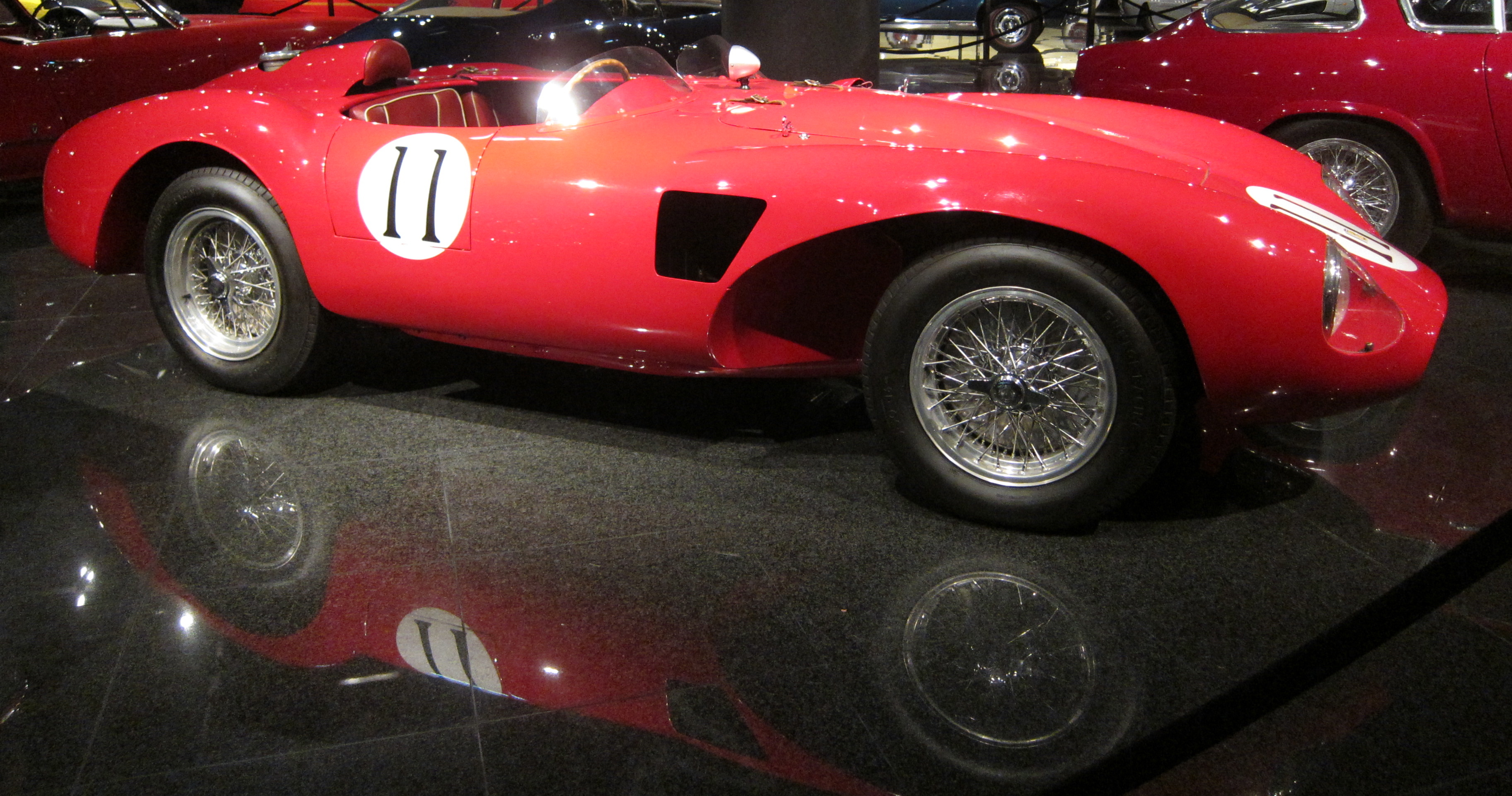
Ferrari 625LM Spider Touring

Der Ferrari 625LM Spyder Touring war ein Rennsportwagen, den die Scuderia Ferrari 1956 einsetzte.

## Entwicklungsgeschichte
Ferrari 625LM Spider war eine Sonderversion des Ferrari 500TR, von dem 1956 nur drei Stück gebaut wurden, um sie beim 24-Stunden-Rennen von Le Mans im selben Jahr einzusetzen. Die 625LM erhielten stärkere 4-Zylinder-Reihenmotoren. Diese Motoren leisteten bei 2498 cm³ 225 PS. Die Fahrzeuge hatten vorn Einzelradaufhängung und hinten eine Starrachse. Die Karosserie stammte von Touring; es war die letzte Arbeit dieses Unternehmens für Ferrari.

## Renngeschichte
Die drei Rennwagen mit den Karosserienummern 0632MDTR, 0642MDTR und 0644MDTR wurden in Le Mans von den Teams Olivier Gendebien/Maurice Trintignant, André Simon/Phil Hill und Alfonso de Portago/Duncan Hamilton gefahren. Während die Wagen von Simon/Hill und de Portago/Hamilton früh mit technischen Defekten ausfielen, erreichten Gendebien und Trintignant mit ihrem 625LM hinter den Siegern Ninian Sanderson und Ron Flockhart im Jaguar D-Type und dem Aston Martin von Stirling Moss und Peter Collins den dritten Rang in der Gesamtwertung.
Nach dem Rennen wurden die drei Rennwagen auf die 2-Liter-Maschine des 500TR zurückgerüstet und verkauft.